# Madeira
|  | Per a altres significats, vegeu «Madeira (desambiguació)». |

Madeira (en portuguès Arquipélago da Madeira) és un arxipèlag portuguès situat a l'Atlàntic nord, entre els paral·lels 32° 22′ 20″ i 33° 7′ 50″ i en una longitud entre els 16° 16′ 30 W i els 17° 16′ 39″ W. L'arxipèlag consisteix en dues illes habitades anomenades Madeira i Porto Santo, tres petites illes deshabitades anomenades Ilhas Desertas i un altre grup més petit de tres illes també deshabitades conegut com les Ilhas Selvagens o illes Salvatges, més properes a les Canàries que a Madeira.
Descobertes i colonitzades per Portugal el 1418, actualment en són una regió autònoma (en portuguès Região Autónoma da Madeira) i, alhora, una regió ultraperifèrica de la Unió Europea.

## Illes
- Madeira (741 km²)
- Porto Santo (43 km²)
- Illes Desertes: Deserta Grande, Ilhéu do Bugio i Ilhéu Chão (14 km²)
- Illes Salvatges: Selvagem Grande, Selvagem Pequena i Ilhéu de Fora (2,73 km²)

## Geografia humana

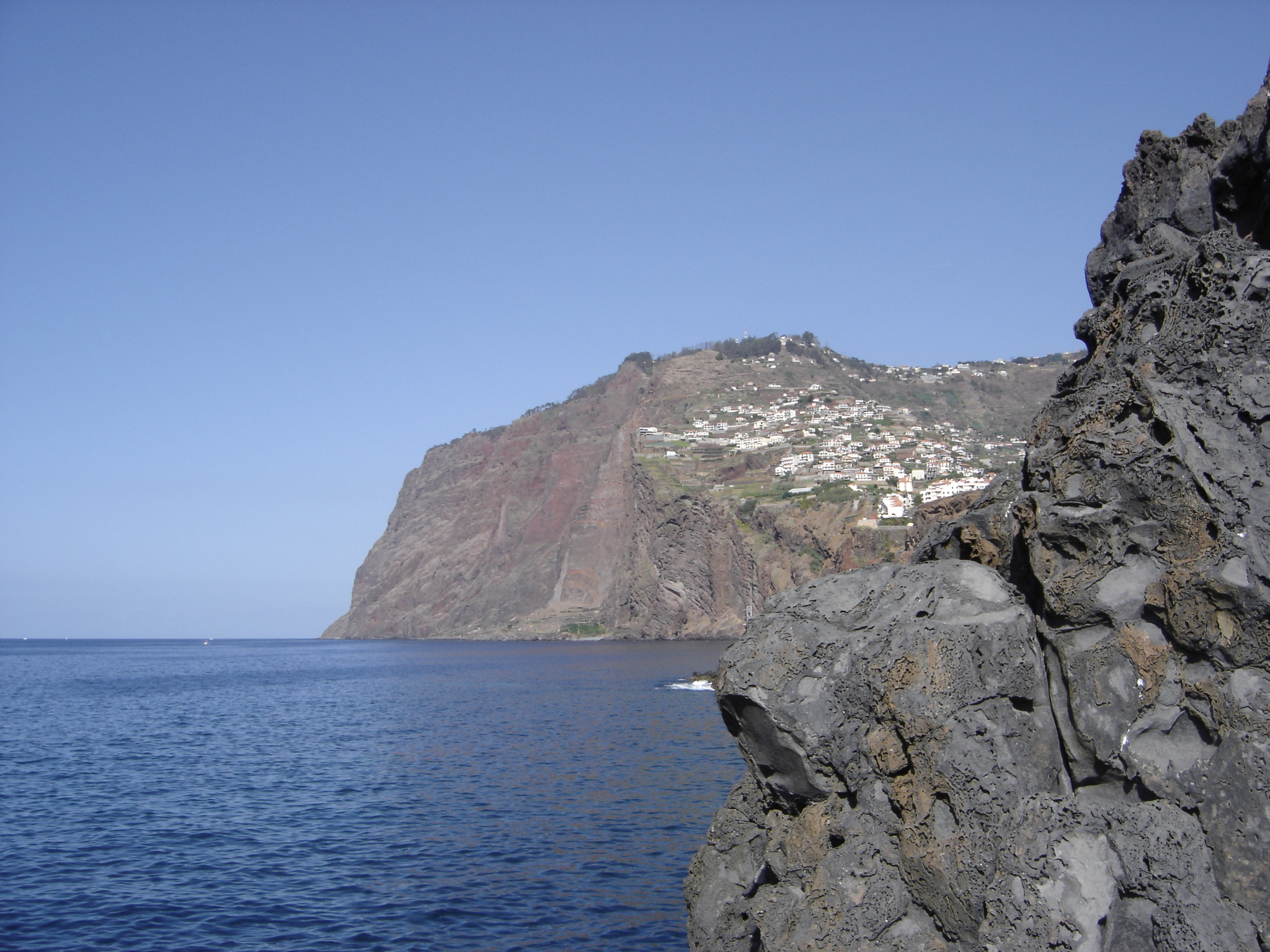
Cabo Girão

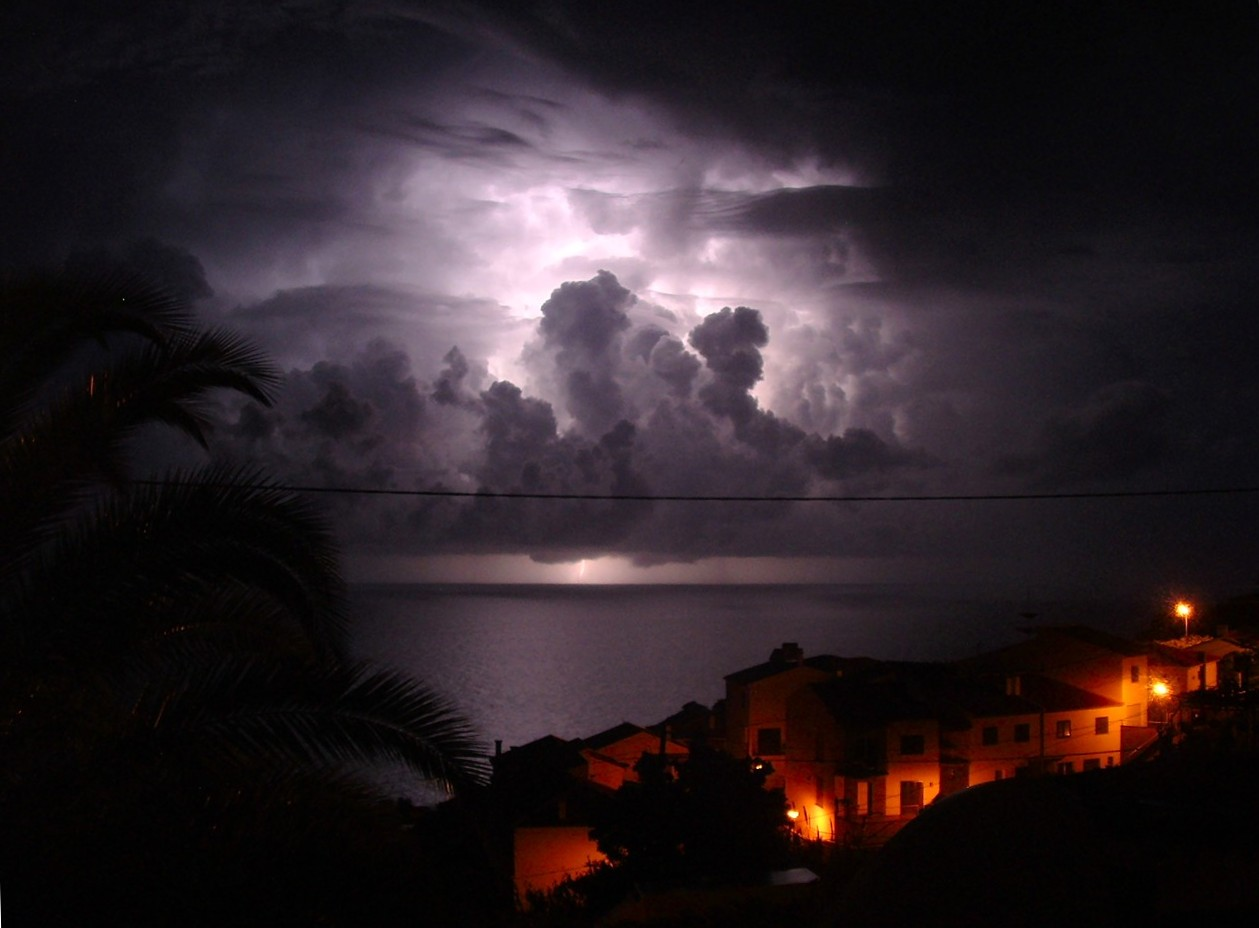
Garajau

### Demografia
Tot i que la densitat de població (al voltant de 300 hab./km²) és superior a la mitjana del país i la mateixa que la Unió Europea; el 75% de la població de l'illa de Madeira habita amb prou feines en el 35% del territori, sobretot a la costa sud, on hi ha la ciutat de Funchal, capital de la Regió Autònoma de Madeira, que concentra el 45% de la població (130.000 habitants) amb una densitat de 1.500 hab./km². És també en aquesta zona on hi ha la major part dels serveis hotelers.
Segons les dades del SEF, a final de 2006 aquesta regió comptava amb 7.404 estrangers, procedents de 91 països, la majoria dels quals del Brasil.
La població de Porto Santo l'any 2003 era al voltant de 5.000 habitants, i la densitat de població de 112 hab/km². Els colonitzadors portuguesos de les illes eren, majoritàriament, de l'Algarve i del Minho.

### Divisió administrativa
De la mateixa manera que els districtes de Portugal, Madeira també se subdivideix en 11 municipis:
| Municipi                                                      | Població 2009 | Àrea (km²) | Ciutat principal | Freguesias |
| ------------------------------------------------------------- | ------------- | ---------- | ---------------- | ---------- |
| Funchal (1)                                                   | 97.793        | 75.7       | Funchal          | 10         |
| Câmara de Lobos                                               | 36.279        | 52.6       | Câmara de Lobos  | 5          |
| Santa Cruz (2)                                                | 38.269        | 68.0       | Santa Cruz       | 5          |
| Machico                                                       | 20.923        | 67.6       | Machico          | 5          |
| Ribeira Brava                                                 | 12.583        | 64.9       | Ribeira Brava    | 4          |
| Calheta                                                       | 11.864        | 110.3      | Calheta          | 8          |
| Santana                                                       | 8.198         | 93.1       | Santana          | 6          |
| Ponta do Sol                                                  | 8.397         | 46.8       | Ponta do Sol     | 3          |
| São Vicente                                                   | 6.099         | 80.8       | São Vicente      | 3          |
| Porto Santo (3)                                               | 4.378         | 42.4       | Vila Baleira     | 1          |
| Porto Moniz                                                   | 2.616         | 82.6       | Porto Moniz      | 4          |
| Total                                                         | 247.399       | 768.0      |                  | 54         |
| (1) Inclou les Illes Salvatges (a la freguesia de Sé).        |               |            |                  |            |
| (2) Inclou les Illes Desertes (a la freguesia de Santa Cruz). |               |            |                  |            |
| (3) Segona illa més gran després de Madeira.                  |               |            |                  |            |

### Transports

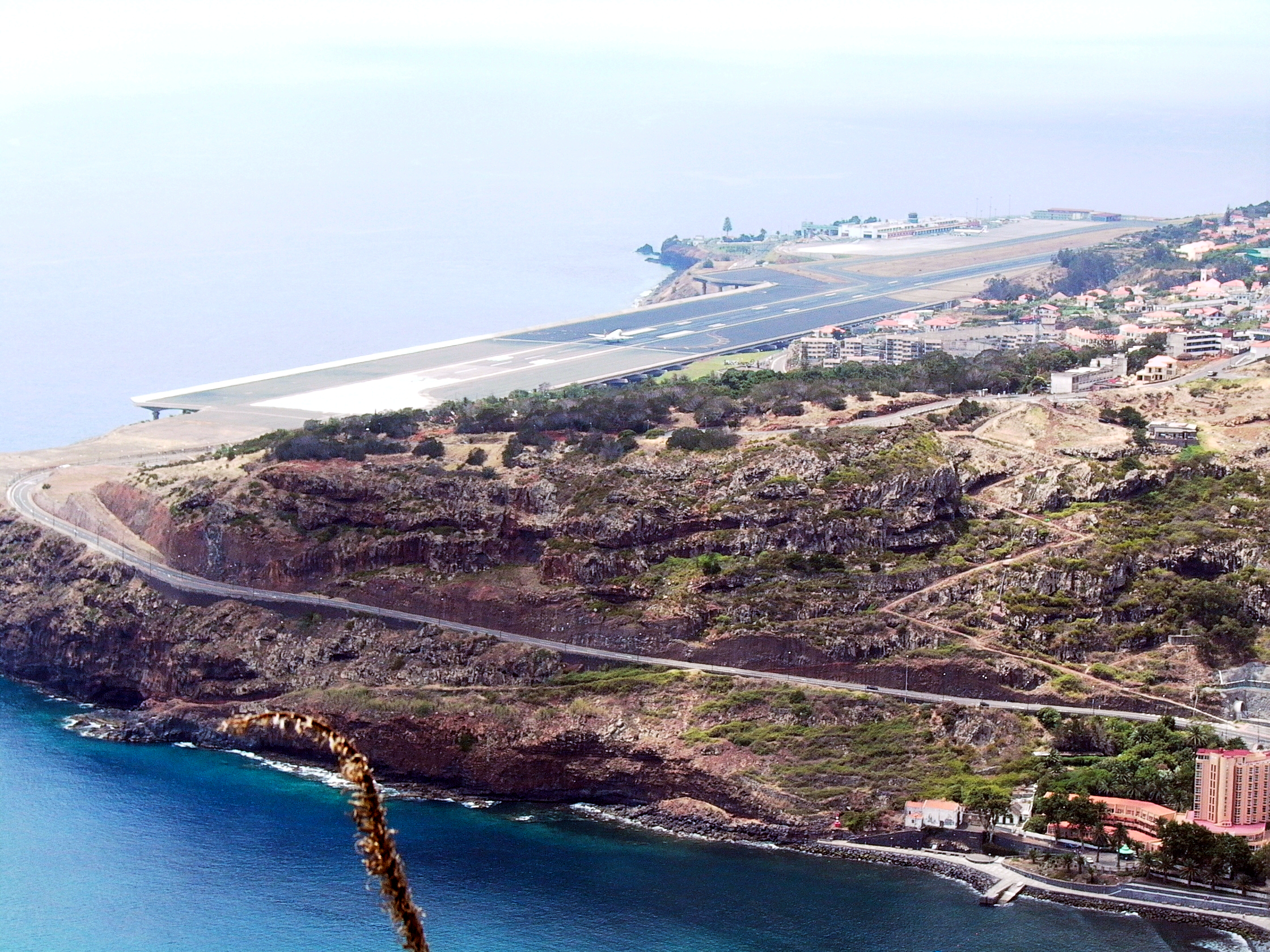
Aeroport de Madeira

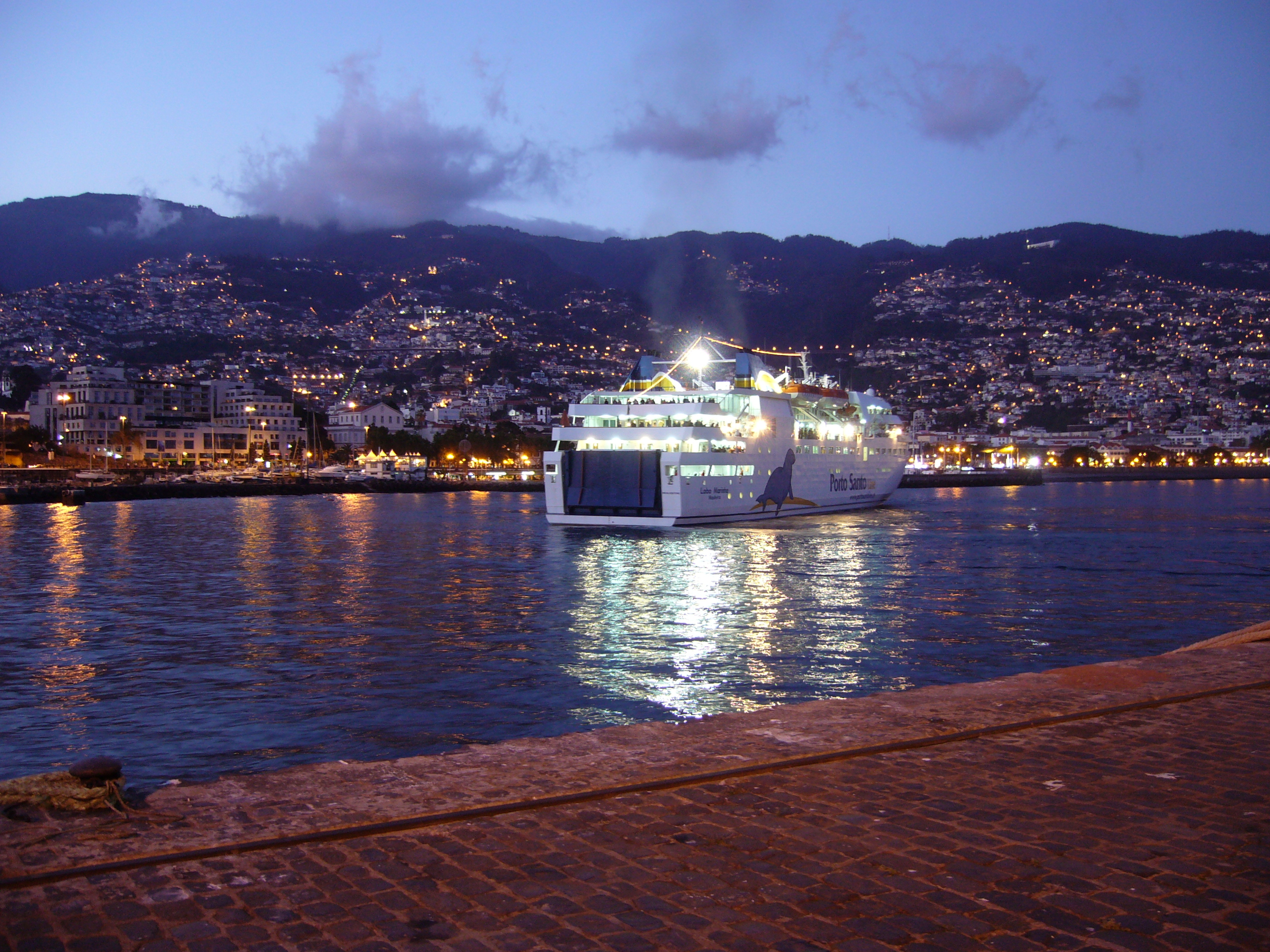
El ferri connecta diàriament Madeira i Porto Santo

A les illes hi ha dos aeroports: un a l'illa de Madeira i l'altre a l'illa de Porto Santo. La majoria de vols provenen de Lisboa i d'Oporto, tot i que hi ha uns quants vols d'altres ciutats europees i d'altres països més llunyans, com el Brasil, Veneçuela i Sud-àfrica.
Anys enrere, l'aeroport de Funchal era temut per culpa de la pista d'aterratge, que era curta i acabava abruptament sobre el precipici. De fet, els avions més grossos no hi podien aterrar. Els darrers anys s'ha treballat per reorientar i allargar la pista, que ha passat de 1.800 a 2.481 metres de longitud, la qual cosa fa possible que hi puguin aterrar avions molt grossos.
Els ciutadans dels països de la Unió Europea que han signat el Tractat de Schengen poden entrar lliurement a les illes sense haver d'identificar-se.
Els sistemes de transport entre les dues illes són l'avió i el ferri. Aquest últim, a més de passatgers, permet transportar vehicles. Visitar l'interior de les illes és senzill gràcies a les vies ràpides construïdes durant el boom econòmic de Portugal.
A Funchal hi ha un sistema de transport públic, el qual inclou un bon nombre d'empreses d'autobús que permeten arribar a tots els punts d'interès de l'illa.

## Geografia física

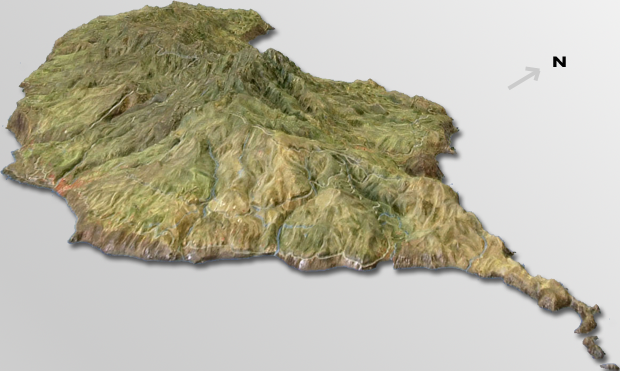
Imatge en 3D de Madeira des de l'est.

L'arxipèlag està situat a uns 600 km de la costa de l'Àfrica, a més de 900 km de Lisboa, a uns 400 km de Gran Canària i a uns 800 km de Santa Maria, la més propera de les illes Açores.
Madeira és l'illa principal del grup, amb 741 km², té una longitud de 57 km, una amplada màxima de 22 km i un litoral de 130 a 140 km. És travessada d'est a oest per una cadena de muntanyes amb altituds superiors als 1.200 m que culminen al Pico Ruivo (1.862 m), de les quals baixen profunds barrancs a banda i banda de l'illa.
Al sud queda ben poc del bosc originari que cobria tota l'illa (fins que els primers colons van decidir calar-hi foc per fer lloc per a les seves granges) i que li va donar el nom que té ara (Madeira vol dir "fusta" en portuguès), però a la part nord en alguna de les valls encara hi creixen esponerosos arbres nadius de l'illa. Un llarg, estret i comparativament poc elevat promontori rocós (la Ponta de São Lourenço) forma l'extrem oriental de Madeira, on es pot veure un tros de terreny de sorra calcària que conté petxines i altres fòssils que s'assemblen a les arrels dels arbres, probablement produïts per infiltració.
L'illa Porto Santo és menys muntanyosa i té platges de sorra daurada.

### Clima
La seva posició geogràfica i el paisatge muntanyós permeten un clima molt plaent. Les temperatures són d'uns 22 °C a l'estiu i uns 16 °C a l'hivern. Amb una humitat suau, el temps de Madeira és classificat com a subtropical. Influenciada pel corrent del Golf, la temperatura de l'aigua del mar és també d'uns 22 °C a l'estiu, i d'uns 17 °C a l'hivern. Les illes són d'origen volcànic.

### Àrees naturals
L'arxipèlag posseeix valuoses àrees naturals, sobretot els boscos de laurisilva als estreps muntanyosos del nord de Madeira, la laurisilva de Madeira ha estat declarada Patrimoni de la Humanitat per la UNESCO.
Altres àrees naturals: Illes Desertes i les Illes Salvatges.

## Fills il·lustres
- Menasseh Ben Israel (1604-1657) filòsof i teòleg jueu.
- Cristiano Ronaldo (1985) futbolista.

## Cultura

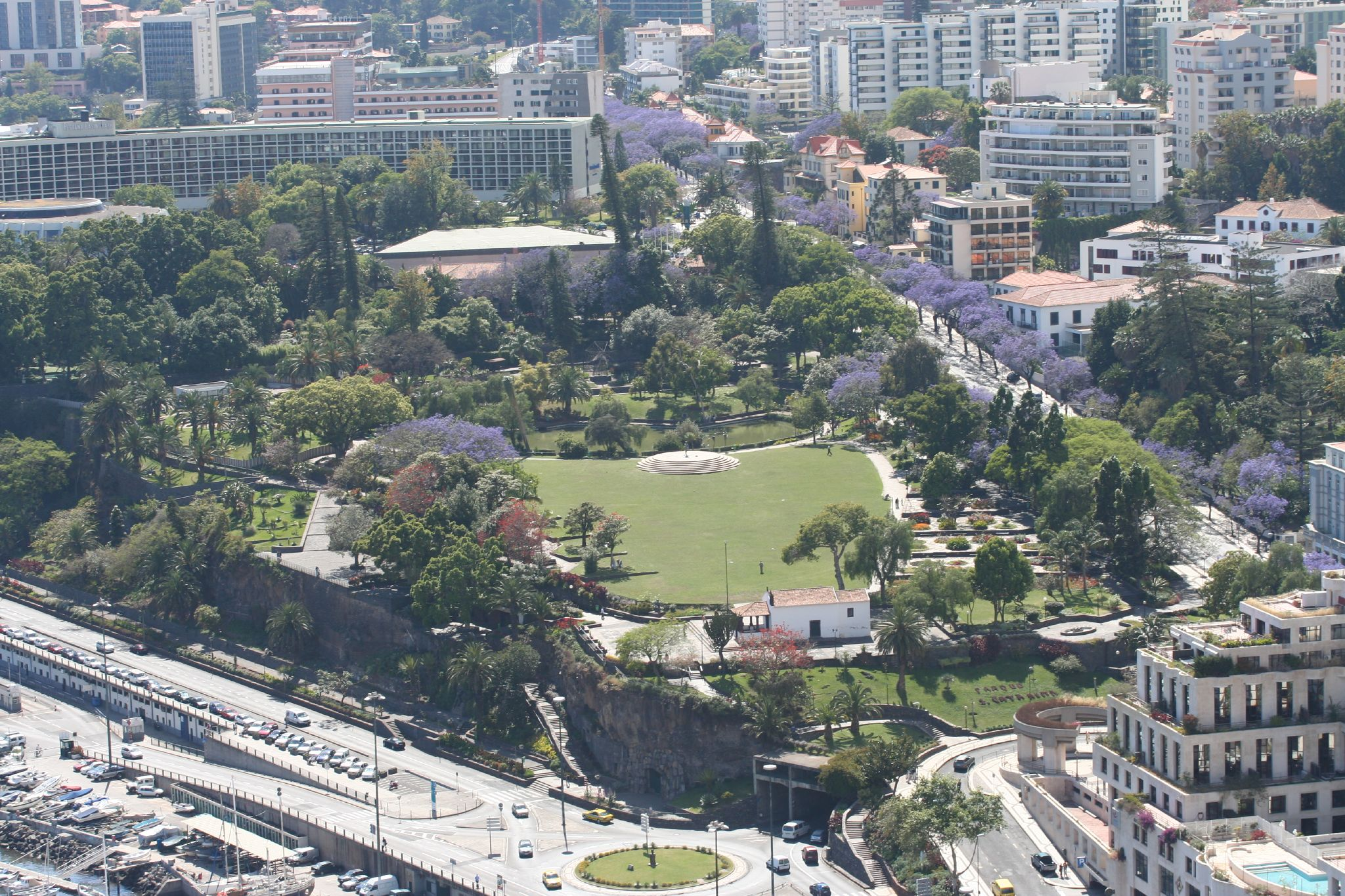
Parc de Santa Catarina, al centre de Funchal.

Les illes tenen monuments històrics, carrers i places enjardinades i petits pobles típics. La tradicional casa de teulada de palla ha quedat limitada a una atracció turística a la localitat de Santana.
A Madeira hi ha nombrosos canals d'irrigació denominats levadas que porten l'aigua de la part nord de l'illa a la part sud. Avui dia, les levadas no solament subministren aigua a la regió sud de l'illa, sinó que també generen energia hidroelèctrica. Hi ha uns 2.200 km de levadas que formen una xarxa de senders, que faciliten al caminant una experiència relaxant en indrets bonics de l'interior de l'illa. D'altres, en canvi, discorren per penya-segats perillosos.
Funchal ofereix altres atractius, com la xarxa de museus. Destaquen el Museu d'Art Sacre; el Museu Quinta das Cruzes (amb peces arqueològiques, mobles portuguesos i anglesos dels segles XVI al XIX, peces de porcellana, rajoles i pintures). El seu jardí amb un petit parc arqueològic mostra lloses sepulcrals, finestres manuelines, una picota medieval i diversos escuts d'armes. A l'interior es pot recórrer la història del moble de tots els temps i contemplar una interessant col·lecció de litografies que mostren com era la vida illenca el segle xix. Igualment és recomanable la vila de Blandy's Garden, als afores de Funchal i envoltada d'un mar de vegetació voluptuosa.

### Símbols
La bandera de la Regió Autònoma de Madeira, segons el decret regional que en regula els símbols, és un rectangle amb una altura de dos terços de la seva llargada, i dividit en tres franges verticals d'igual amplada; les dues dels extrems són de color blau, i la central de color or. Sobre aquesta franja s'hi afegeix la creu de l'Orde de Crist; representada perquè l'arxipèlag, des del seu descobriment, era propietat d'aquest ordre i que en va promoure el seu assentament. En el regnat de Manuel I de Portugal, l'arxipèlag va esdevenir una possessió directa de la Corona. La mateixa Assemblea Legislativa de Madeira indica que el color blau representa l'entorn que caracteritza la insularitat i representa la noblesa, la forma i la serenitat. Mentre que el color or reflecteix el clima suau de l'arxipèlag, símbol de riquesa, força, fe, puresa i constància.
L'escut d'armes de Madeira, establert pel decret regional de 1991, consta d'un camper de color blau, amb una solapa d'or carregada amb la creu de l'Orde de Crist (idèntic a la bandera de Madeira), rematat per un casc daurat, similar al que s'atribueix al rei Joan I de Portugal, per haver ha estat el monarca que va determinar l'assentament de l'arxipèlag. Com a armes s'utilitza el casc d'or folrat en vermell; i com a timbre, una esfera armil·lar daurada, per la seva relació amb els descobriments i amb el rei Manuel I de Portugal. Tot ell recolzat per dos lleons marins, en homenatge a aquests mamífers que es van trobar els primers pobladors en arribar a l'illa, així com en l'esforç realitzat per a la seva preservació ecològica. Sota l'escut d'armes hi ha el lema regional en portuguès amb la frase "DAS ILHAS AS MAIS BELAS E LIVRES" ("De les illes, la més bonica i lliure").

### Gastronomia
Entre els plats típics destaquen l'espasa preta (si és possible combinat amb plàtan), la sopa de tomàquet i ceba, la caldeirada (sopa de peix), el bife d'atum i milho fregit (tonyina amb blat de moro fregit), carn em vinha d'alho  (porc agre amb all), etzibada (plat fet a base de carn enfilada en un pal de llorer i olla sobre brases), bolo de mel (pastís de mel de Madeira) i, per acompanyar els menjars, el bolo do caco (pa de blat cuit en una placa de ferro, sobre brases, que es pren untat amb mantega d'all i julivert), una autèntica delícia.
L'illa és un paradís per als amants del vi. Hi ha quatre varietats segons l'altitud en la qual es plantin les vinyes: Sercial, el més sec, per a l'aperitiu; Verdelho, semisec; Boal, semidolç, per acompanyar el formatge; i malvasía, dolç, per a les postres. Quant als licors destaquen els licors de fruites tropicals com la granadilla, la pinya d'Amèrica i la xirimoia, així com la poncha, que ve a ser una beguda feta a base de suc de taronja, llimona, mel i aiguardent de canya de sucre, semblant a la crema de rom mel canària. La Companyia de Vi de Madeira és el lloc més emblemàtic per adquirir una ampolla de Madeira després d'haver provat diverses collites.

## Història
S'ha dit, tot i que no n'hi ha proves concloents, que els fenicis van descobrir Madeira en una època ben primerenca. Plini esmenta unes illes Porpres o Mauritàniques, la posició de les quals amb referència a les illes Afortunades o Canàries sembla que vulgui indicar l'arxipèlag de Madeira. Hi ha una història romàntica, de veracitat més que dubtosa, que parla de dos amants, Robert Machim i Anna d'Arfet, que fugien d'Anglaterra cap a França el 1346 i es van desviar de la seva ruta a causa d'una violenta tempesta; van anar a parar a la costa de Madeira al lloc més tard Machico, en record d'un d'ells. Segons es pot comprovar en una carta portolana datada el 1351, que es conserva a Florència, sembla que Madeira havia estat descoberta força temps abans d'aquella data per vaixells portuguesos capitanejats per oficials genovesos. El 1419, dos dels capitans del príncep Enric el Navegant, João Gonçalves Zarco i Tristão Vaz Teixeira, es van veure desviats per una tempesta cap a l'illa que van anomenar Porto Santo, en senyal de gratitud per haver-se salvat del naufragi. L'any següent es va enviar una expedició per poblar l'illa i, com que des d'allà van albirar Madeira, també s'hi van dirigir i en van prendre possessió en nom de la Corona portuguesa. Hi fundaren la vila de Funchal (de funcho, fonoll), 
La colonització de les illes va començar cap a 1432 o 1433. El 23 de setembre de 1433, el nom Ilha da Madeira (illa de Madeira, o "illa de la fusta") apareix en un mapa, per primera vegada, dins un document.
El 1425 s'inicià la colonització portuguesa, ja que, com les Açores, tenien força importància estratègica en el pas marítim cap a Guinea. El 1451 Funchal va rebre la carta de vila o concelho, fur que fou ampliat el 1472, i a l'illa s'hi introduïren ceps de vinya de Xipre, Creta, Borgonya i del Rin, així com la malvasia de Creta, els quals originarien el vi del país. El 1452, endemés, s'introduiria des de Sicília el conreu de sucre de canya a Machico.
El 1502 Bethencourt descobrí l'illa de Porto Santo per a Castella, però aquesta en renunciarà en favor de Portugal. El 1508 el rei portuguès Manuel I va concedir rang de ciutat a la vila de Funchal, mentre que el 1514 esdevenia seu episcopal. Quan Felip II de Castella fou proclamat rei de Portugal el 1580, els espanyols ocuparen l'illa, que fou atacada per l'anglès Preston, qui bombardejaria Porto Santo el 1592. Quan el 1640 els portuguesos es revoltaren contra els espanyols, Madeira tornaria a mans portugueses.
El 1801 foren ocupades temporalment per la Gran Bretanya per tal que no les ocupessin els francesos, fet que repetiria del 1807 al 1814, any en què foren tornades a Portugal pel Tractat de Versalles. Endemés, el 1803 un fort temporal va destruir temporalment Machico. El 1828 participarien activament en la guerra civil entre Pedro I i els miguelistes, i el 1852 patiria una plaga d'oïdium que malmetria la collita de raïm.
El 1873 també patiria una plaga de fil·loxera que provocaria una crisi econòmica tan forta que molts maderesos emigraren massivament cap a Amèrica del Nord i del Sud. El 1895-1898 es va suprimir temporalment el concelho de Porto Moniz i s'iniciaren els primers moviments autonomistes, de manera que la metròpoli els va concedir un petit autogovern.
El 1921, l'emperador austrohongarès Carles I fou deportat a Madeira, després d'un cop d'estat fracassat. Hi va morir un any després. El 1931 s'hi van sublevar els militars antisalazaristes, que es rendirien mercè la mediació del bisbe de Funchal. I durant el 1940-1945 foren emprades com a base aliada, encara que amb una importància relativa menor que les Açores.
Pel novembre del 1975, un cop triomfà la Revolució dels Clavells i va caure el govern salazarista, es fundaria el Frente de Libertação do Arquipélago de Madeira (FLAMA), com a reacció per l'arribada al poder a Portugal dels comunistes i esquerrans, amb suport no gaire dissimulat dels emigrats als EUA. Com a resultat, el 1976 va rebre del govern portuguès un fort estatut d'autonomia. Després del govern interí de Jaime de Ornelas Camacho (1911) de l'u d'octubre del 1976 al 3 de març del 1978, a les primeres eleccions venç el socialdemòcrata Alberto João Jardim (1943).
Pel febrer del 1978 el FLAMA edita el diari separatista Jornal Insular, que rep suport dels maderesos americans; alhora, el Movimento Independentista de Madeira (MIM) rep el suport dels radicals africanista i aconsegueix que Madeira sigui integrada amb el grup d'illes que s'havien d'independitzar seguint les pautes de l'OUA. Portugal, naturalment, rebutja el document.
Finalment, l'octubre del 1979, se celebra la Cimera de Funchal presidida per Alberto João Jardim, amb membres de l'OUA i del govern portuguès, i on es prenen els següents acords: definició de l'eix Açores-Madeira-Canàries i reforçar l'autonomisme per combatre l'independentisme.
Des d'aleshores, el moviment independentista s'apaivagà força, i a les eleccions autonòmiques del 1984 el PSD va obtenir 40 dels 50 escons maderesos, i A.J. Jardim fou reescollit president.
El 9 d'octubre del 1996 Alberto João Jardim, president autonòmic des del 1978, sempre amb majoria absoluta, va tenir una forta oposició dels comunistes del CDU, presidit pels capellans Edgar Silva (33 anys) i Mário Tavares, a qui acusà de venut a l'església, cosa que provocà els ires del bisbe de Funchal, Teodoro de Faria; i de l'extrema esquerra UDP, dirigida pel també capellà Martins Júnior (58 anys).

## Filatèlia
El 1868, Portugal va fer una edició especial de segells per a Madeira, que eren els segells en curs a Portugal amb el nom "MADEIRA" sobreimprès. Aquest sistema va continuar fins al 1928, quan va sortir una sèrie especial per a Madeira; però fou l'única que fou produïda fins al 1980 (els segells de Portugal van tenir validesa a Madeira fins al 1898), quan Portugal va començar a imprimir segells amb la inscripció "Portugal Madeira" que eren vàlids tant a Madeira com al Portugal continental, similars a l'edició que es feia per a les Açores.